# Psychomyia deiphobos
Psychomyia deiphobos is een schietmot uit de familie Psychomyiidae. De soort komt voor in het Oriëntaals gebied.